# Shunki Higashi
Shunki Higashi (東 俊希 Higashi Shunki?, Ehime, 28 de julio de 2000) es un futbolista japonés que juega como centrocampista en el Sanfrecce Hiroshima.

## Trayectoria

### Clubes
| Club                | País  | Año   |
| ------------------- | ----- | ----- |
| Sanfrecce Hiroshima | Japón | 2018- |

## Palmarés

### Títulos nacionales
| Título             | Club                | País  | Año  |
| ------------------ | ------------------- | ----- | ---- |
| Copa J. League     | Sanfrecce Hiroshima | Japón | 2022 |
| Supercopa de Japón | Sanfrecce Hiroshima | Japón | 2025 |